# Vlastimil Brlica
Vlastimil Brlica (2. prosince 1928, Brodek u Přerova – 18. března 2019 Praha) byl československý atlet, běžec, který se věnoval středním a dlouhým tratím, především běhu na 3000 m překážek.

## Sportovní kariéra
Od konce 40. let startoval Sokol Olomouc, později za ATK Praha a Spartak Přerov. Byl pětinásobným mistrem Československa na trati 3000 m překážek. Celkem sedmkrát vylepšil národní rekord na této trati (od 9:03.6 v roce 1954 až na 8:42.2 v roce 1958).
Zúčastnil se evropského šampionátu v roce 1954, kde v běhu na 3000 m překážek doběhl na 7. místě. O čtyři roky později na evropském šampionátu v Stockholmu doběhl na této trati pátý. Reprezentoval celkem ve 22 mezistátních utkáních.